# 沙拉维讷
沙拉维讷（法語：Charavines，法語發音：[ʃaʁavin]）是法国伊泽尔省的一个市镇，属于拉图尔迪潘区。

## 地理
沙拉维讷（45°25'50"N, 5°30'48"E）面积7.52 平方千米，位于法国奥弗涅-罗讷-阿尔卑斯大区伊泽尔省，该省份为法国东南部内陆省份，北起顺时针与安省、萨瓦省、上阿尔卑斯省、德龙省、阿尔代什省、卢瓦尔省和罗讷省。
与沙拉维讷接壤的市镇（或旧市镇、城区）包括：阿普里约、比略、希朗斯、奥约、帕拉德吕湖村。

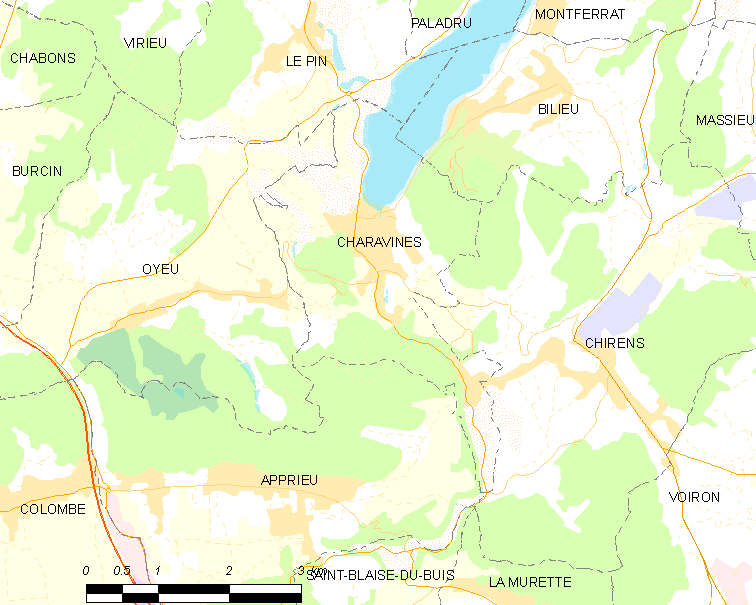
沙拉维讷的OSM定位图

沙拉维讷的时区为UTC+01:00、UTC+02:00（夏令时）。

## 行政
沙拉维讷的邮政编码为38850，INSEE市镇编码为38082。

## 政治
沙拉维讷所属的省级选区为大朗斯县。

## 人口

1962-2008年间沙拉维讷人口变化图示

沙拉维讷于2022年1月1日时的人口数量为2014人。